# Feylinia elegans
Espèce
Synonymes
- Acontias elegans Hallowell, 1854

Feylinia elegans est une espèce de sauriens de la famille des Scincidae.

## Répartition
Cette espèce se rencontre en Angola, en Ouganda et en République centrafricaine. Sa présence est incertaine en République du Congo et en République démocratique du Congo.

## Publication originale
- Hallowell, 1854 "1852" : Description of new species of Reptilia from western Africa. Proceedings of the Academy of Natural Sciences of Philadelphia, vol. 6, p. 62-65 (texte intégral).